# Vattenfall Cyclassics 2012
Vattenfall Cyclassics 2012 er den 17. udgave af Vattenfall Cyclassics. Løbet bliver afviklet den 19. august 2013, som en del af UCI World Tour 2012. Løbet var 245,9 km langt og blev kørt omkring Hamborg, Tyskland.

## Hold
| - Ag2r-La Mondiale - Argos-Shimano - Astana Pro Team - BMC Racing Team - Euskaltel-Euskadi - FDJ-BigMat - Garmin-Sharp - Team Katusha - Lampre-ISD - Liquigas–Cannondale | - Lotto-Belisol - Movistar Team - Team NetApp - Omega Pharma-Quick Step - Orica-GreenEDGE - Rabobank - RadioShack-Nissan-Trek - Team Saxo Bank-Tinkoff Bank - Team Sky - Vacansoleil-DCM |

## Resultat
|    | Rytter                     | Hold                    | Tid        | UCI World Tour Point |
| -- | -------------------------- | ----------------------- | ---------- | -------------------- |
| 1  | Arnaud Démare (FRA)        | FDJ-BigMat              | 6t 03' 19" | 80                   |
| 2  | André Greipel (GER)        | Lotto-Belisol           | s.t.       | 60                   |
| 3  | Giacomo Nizzolo (ITA)      | RadioShack-Nissan-Trek  | s.t.       | 50                   |
| 4  | Tom Boonen (BEL)           | Omega Pharma-Quick Step | s.t.       | 40                   |
| 5  | Edvald Boasson Hagen (NOR) | Team Sky                | s.t.       | 30                   |
| 6  | Mark Renshaw (AUS)         | Rabobank                | s.t.       | 22                   |
| 7  | Heinrich Haussler (AUS)    | Garmin-Sharp            | s.t.       | 14                   |
| 8  | Manuel Belletti (ITA)      | Ag2r-La Mondiale        | s.t.       | 10                   |
| 9  | Tom Veelers (NED)          | Argos-Shimano           | s.t.       | –                    |
| 10 | Borut Božič (SLO)          | Astana Pro Team         | s.t.       | 2                    |